# كأس كولير

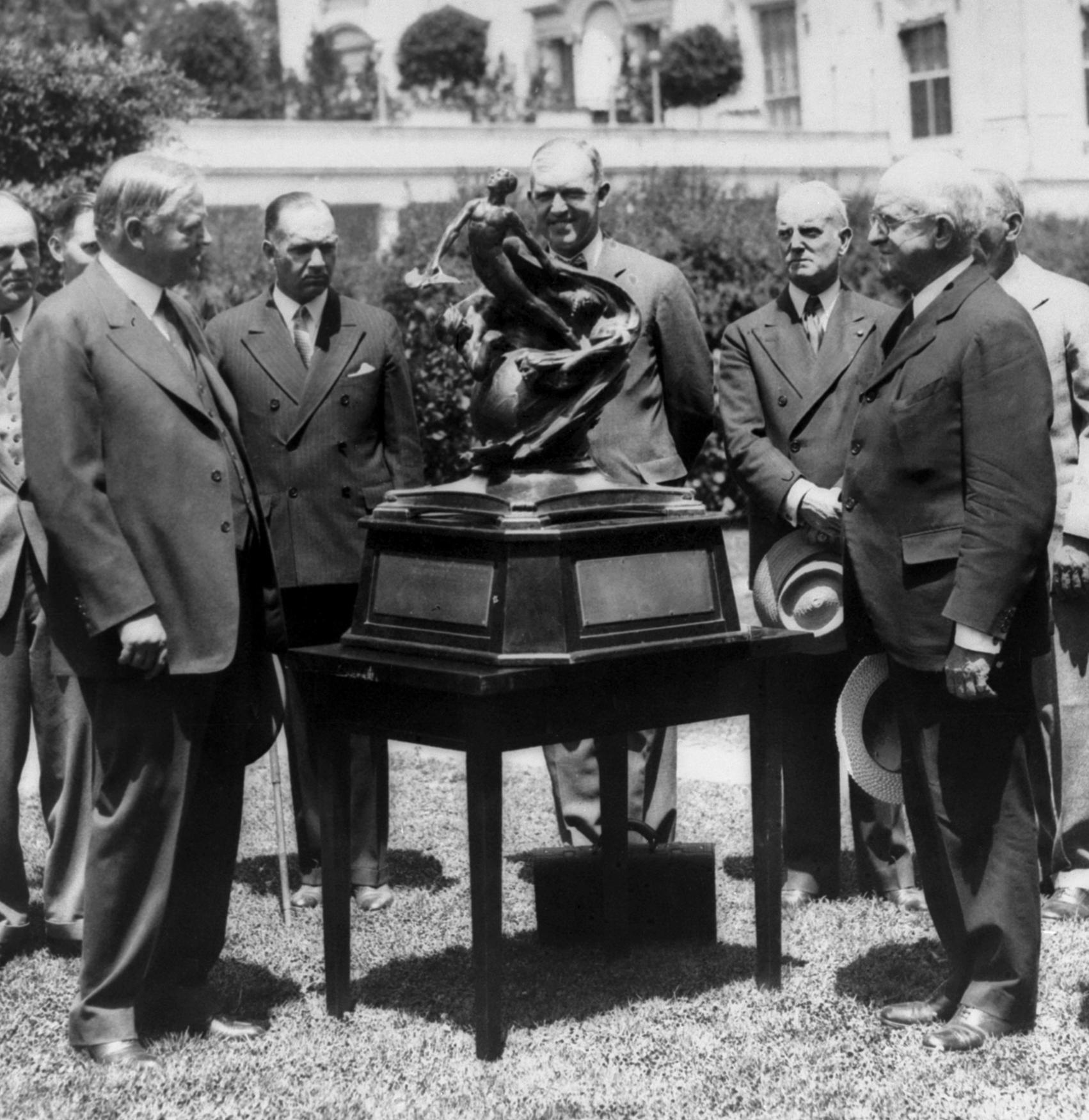
هربرت هوفر يقدم كأس كولير إلى جوزيف سويتمان أميس رئيس اللجنة الاستشارية الوطنية للملاحة الجوية في عام 1929

كأس كولير (بالإنجليزية: Collier Trophy)‏ هي جائزة الطيران السنوية التي تقدمها الجمعية الوطنية للملاحة الجوية الأمريكية، والتي تمنح للذين حققوا «أكبر إنجاز في مجال الملاحة الجوية أو الملاحة الفضائية في الولايات المتحدة، فيما يتعلق بتحسين أداء وكفاءة وسلامة الطيران أو المركبات الفضائية والتي تبين بأن استخدامها كان مفيدا ودقيقا خلال السنة السابقة».

## روابط خارجية
- The Collier Trophy – contains a fairly up-to-date listing of the winners
- Collier Winners by decade – from NAA's website
- From Engineering Science to Big Science – The NACA and NASA Collier Trophy Research Project Winners, Edited by Pamela E. Mack